# La hora de la estrella (película)
La hora de la estrella (en portugués, A Hora da Estrela) es una película dramática brasileña de 1985, ópera prima de Suzana Amaral protagonizada por Marcélia Cartaxo, José Dumont, Tamara Taxman y Umberto Magnani.  El guion es una adaptación de la novela homónima de Clarice Lispector.  En noviembre de 2015, la película entró en la lista elaborada por la Asociación Brasileña de Críticos de Cine (Abraccine) de las 100 mejores películas brasileñas de todos los tiempos . 

## Sinopsis
Macabéa, una joven huérfana de 19 años semianalfabeta de la región nordeste, va a São Paulo para ser mecanógrafa. Se muda a una pensión muy pobre con otras 3 mujeres y vive una vida tranquila. Conoce a Olímpico de Jesús, un metalúrgico, y los dos comienzan a salir.  Sin embargo, la relación no funciona y Olímpico deja a Macabéa por Glória, la compañera de trabajo de su exnovia, quien, por recomendación de su adivina, le roba el novio a Macabéa. Glória le recomienda a Macabéa a su adivina para que se sienta mejor, y Macabéa decide ir. La adivina le dice a la chica que su vida cambiará repentinamente: su exnovio le pedirá que vuelva, ella ganará una gran fortuna y se casará con un apuesto extranjero que se enamorará de ella. Macabéa sale emocionada, y al caminar hacia la calle es atropellada por un Mercedes y muere.  

## Reparto
| Actor                 | Personaje                     |
| --------------------- | ----------------------------- |
| Marcelia Cartaxo      | Macabéa                       |
| José Dumont           | Oolímpico de Jesus            |
| Fernanda Montenegro   | Madame Carlota, la adivina    |
| Tamara Taxman         | Gloria                        |
| Umberto Magnani       | Seu Raymond                   |
| Denoy de Oliveira     | Pereira                       |
| Marli Bortoletto      | Asistente de sombrero de copa |
| María do Carmo Soares | María del Carmen              |
| Dirce Militello       | Madre de Gloria               |
| Sonia Guedes          | Joana                         |

## Producción
El primer largometraje dirigido por la cineasta Suzana Amaral es una adaptación cinematográfica de la novela A Hora da Estrela, de la escritora Clarice Lispector . La película fue producida por el estudio Raiz Produções Cinematográficas y con financiamiento adicional de Embrafilme, empresa de economía mixta estatal de Brasil. 
Marcélia Cartaxo fue la elegida para interpretar a la protagonista Macabéa, siendo éste su debut cinematográfico. Suzana Amaral optó por desarrollar la historia de la película con pocos diálogos para representar la soledad y las dificultades de la vida cotidiana en la ciudad de São Paulo. 

## Estreno
La película se estrenó en el Festival de Cine de Brasilia de 1985, donde ganó casi todos los premios.  En febrero de 1986, se proyectó en el Festival Internacional de Cine de Berlín, donde también fue premiada.
La película tuvo su estreno comercial en cines brasileños el 25 de abril de 1986, y estuvo en carteleras de México y Estados Unidos . 

## Recepción

### Crítica
La hora de la estrella es considerada uno de los clásicos del cine brasileño. La Asociación Brasileña de Críticos de Cine (Abraccine) la nombró como una de las 100 mejores películas brasileñas de todos los tiempos en 2016.  Embrafilme (Empresa Brasileira de Filmes S.A.) la eligió para representar a Brasil en los Premios de la Academia en la categoría a mejor película extranjera en 1986, sin éxito.
La película está incluida en la novena colección de críticas cinematográficas de la crítica Pauline Kael, Hooked, donde escribió: "la imagen de Macabeia de Marcélia Cartaxo es lo que la hace - la terrible soledad de esta mujer de masa, esta nada de mujer que nadie notaría en la calle. Umberto D. representó a todos los ancianos orgullosos y enojados por no vivir de sus pensiones, pero también era él mismo, su propio viejo testarudo. Macabéa es ella misma en sus momentos de contentamiento: sonríe serenamente mientras disfruta su domingo con un viaje en metro. Es el triunfo de Suzana Amaral que esta chica se aleje de sí misma. Entumecida como está, está igual de viva como Amaral o tú o yo, y más misteriosamente." 

### Premios y nominaciones
En 1985, la película fue la gran triunfadora en el Festival de Brasilia, ganando en las categorías 'Mejor película'; 'Mejor edición' para Idê Lacreta; 'Mejor fotografía' para Edgar Moura, 'Mejor actriz' para Marcélia Cartaxo y 'Mejor actor' para José Dumont . 
La película ganó varios premios en 1986, incluyendo el Oso de Plata en el Festival de Cine de Berlín de 'Mejor actriz' para Marcélia Cartaxo.  La directora Suzana Amaral fue nominada al Oso de Oro y recibió el 'Premio de la Crítica'.  La película también participó en el Festival de La Habana, donde Suzana Amaral obtuvo el premio a 'Mejor dirección'. 
La película también recibió el 'Trofeo Jangada' otorgado por la Oficina Católica Internacional de Cine (OCIC). 

## Enlaces de interés
- Lista de representantes brasileños al Oscar a la Mejor Película Extranjera